# Pesotum
Pesotum és una vila dels Estats Units a l'estat d'Illinois. Segons el cens del 2000 tenia 521 habitants.

## Demografia
Segons el cens del 2000, Pesotum tenia 521 habitants, 218 habitatges, i 153 famílies. La densitat de població era de 359,2 habitants/km².
Dels 218 habitatges en un 31,2% hi vivien nens de menys de 18 anys, en un 60,1% hi vivien parelles casades, en un 6% dones solteres, i en un 29,8% no eren unitats familiars. En el 26,6% dels habitatges hi vivien persones soles el 18,3% de les quals corresponia a persones de 65 anys o més que vivien soles. El nombre mitjà de persones vivint en cada habitatge era de 2,39 i el nombre mitjà de persones que vivien en cada família era de 2,87.
Per edats la població es repartia de la següent manera: un 23,4% tenia menys de 18 anys, un 6,5% entre 18 i 24, un 27,4% entre 25 i 44, un 26,7% de 45 a 60 i un 15,9% 65 anys o més.
L'edat mediana era de 41 anys. Per cada 100 dones de 18 o més anys hi havia 94,6 homes.
La renda mediana per habitatge era de 49.107 $ i la renda mediana per família de 58.250 $. Els homes tenien una renda mediana de 36.696 $ mentre que les dones 27.422 $. La renda per capita de la població era de 21.191 $. Aproximadament l'1,4% de les famílies i el 2,8% de la població estaven per davall del llindar de pobresa.

## Poblacions properes
El següent diagrama mostra les poblacions més properes.